# Kononenkî, Dîkanka
Kononenkî (în ucraineană Кононенки) este un sat în comuna Vodeana Balka din raionul Dîkanka, regiunea Poltava, Ucraina.

## Demografie
Componența lingvistică a localității Kononenkî
     Ucraineană (100%)
Conform recensământului din 2001, toată populația localității Kononenkî era vorbitoare de ucraineană (100%).